# Kościół św. Jadwigi Śląskiej i klasztor Franciszkanów w Złotoryi
Kościół świętej Jadwigi Śląskiej i klasztor Franciszkanów – zespół klasztorny należący do prowincji św. Jadwigi Zakonu Braci Mniejszych.
Klasztor był wymieniany w 1258 roku, ale został zniszczony przez pożar w 1554 roku. Odbudowano go w latach 1555-1557. Następnie był kilkakrotnie restaurowany, wskutek czego zostały zatarły jego cechy stylowe. 
Świątynia została pierwotnie zbudowana w stylu gotyckim, następnie została przebudowana w stylu barokowym, zachowały się tylko mury i przypory prezbiterium przykryte barokową architekturą z połowy XVIII wieku. Na zewnątrz przy prezbiterium znajduje się interesująca, bogato rzeźbiona kapliczka słupowa pochodząca z końca XV wieku.